# Savak
La Savak (en persa: ساواک, abreviatura de سازمان اطلاعات و امنیت کشور Sazeman-e Ettela'at va Amniyat-e Keshvar, Organització de Seguretat i Intel·ligència Nacional) fou el servei d'intel·ligència i seguretat interior de l'Iran des del 1957 al 1979. Ha estat descrita com la "institució més odiada i temuda" del règim iranià anterior a la Revolució islàmica, associada amb la CIA per practicar la tortura i execució de molts opositors al règimen del Xa. En el moment de més desenvolupament, la Savak tenia 4.000 agents en plantilla.